# Laura & the Lovers
Laura & the Lovers ist ein litauisches Bandprojekt.

## Hintergrund
Die Band wurde speziell für den Eurovision Song Contest 2005 von den Produzenten zusammengestellt. Als Frontfrau fungierte die Sängerin Laura Čepukaitė, die vorher in einer A-cappella-Gruppe aktiv war. Mit dem Poptitel Little By Little landeten sie im Halbfinale auf dem 25. und somit letzten Platz. Im Background des als Single veröffentlichten Liedes ist die schwedische Sängerin Sonja Aldén zu hören.
Ein Jahr später wurde das Album Tarp Krintančių Lapų veröffentlicht.
Čepukaitė ist mit Liutauro Čepracko, einem in Litauen bekannten Fernsehkoch und Inhaber des Nobelrestaurants Gastronomika, verheiratet. Das Paar lebt in Vilnius.